# Tommaso Giacomel
Tommaso Giacomel (ur. 5 kwietnia 2000 w Sterzing) – włoski biathlonista, medalista mistrzostw świata seniorów i juniorów.

## Kariera
Po raz pierwszy na arenie międzynarodowej pojawił się 9 grudnia 2017 roku w Obertilliach, gdzie w zawodach Pucharu IBU juniorów zajął piąte miejsce w sprincie. W lutym 2018 roku wystartował na mistrzostwach świata juniorów w Otepää, zdobywając w tej samej konkurencji srebrny medal. Podczas rozgrywanych rok później mistrzostw świata juniorów w Osrblie zdobył brązowy medal w sztafecie. Na tej samej imprezie był też między innymi czwarty w biegu pościgowym.
W Pucharze Świata zadebiutował 6 marca 2020 roku w Novym Měscie, zajmując 27. miejsce w sprincie. Tym samym już w debiucie zdobył pierwsze pucharowe punkty. 15 stycznia 2021 roku w Oberhofie wspólnie z kolegami zajął trzecie miejsce w sztafecie. Na podium zawodów indywidualnych pierwszy raz stanął 9 marca 2023 roku w Östersund, kończąc bieg indywidualny na drugiej pozycji. W zawodach tych rozdzielił Niemca Benedikta Dolla i Vetle Sjåstada Christiansena z Norwegii.
Podczas mistrzostw świata w Oberhofie w 2023 roku zdobył dwa medale. Wspólnie z Lisą Vittozzi, Dorotheą Wierer i Didierem Bionazem zajął drugie miejsce w sztafecie mieszanej. Parę dni później razem z Lisą Vittozzi wywalczył także brązowy medal w pojedynczej sztafecie mieszanej.

## Osiągnięcia

### Igrzyska olimpijskie
| Rok  | Miejscowość | Konkurencje | Konkurencje | Konkurencje | Konkurencje | Konkurencje | Konkurencje | Konkurencje |
| Rok  | Miejscowość | IN          | SP          | PU          | MS          | RL          | MR          | SR          |
| ---- | ----------- | ----------- | ----------- | ----------- | ----------- | ----------- | ----------- | ----------- |
| 2022 | Pekin       | –           | 61.         | –           | –           | 7.          | –           | nd.         |

### Mistrzostwa świata
| Rok  | Miejscowość | Konkurencje | Konkurencje | Konkurencje | Konkurencje | Konkurencje | Konkurencje | Konkurencje |
| Rok  | Miejscowość | IN          | SP          | PU          | MS          | RL          | MR          | SR          |
| ---- | ----------- | ----------- | ----------- | ----------- | ----------- | ----------- | ----------- | ----------- |
| 2021 | Pokljuka    | 71.         | –           | –           | –           | 6.          | –           | –           |
| 2023 | Oberhof     | 17.         | 17.         | 43.         | 28.         | 7.          | 2.          | 3.          |
| 2024 | Nové Město  | 45.         | 15.         | 20.         | 15.         | 6.          | 10.         | 2.          |
| 2025 | Lenzerheide | 2.          | 5.          | 5.          | 6.          | 5.          | 7.          | 7.          |

### Mistrzostwa świata juniorów
| Rok  | Miejscowość | Konkurencje | Konkurencje | Konkurencje | Konkurencje | Konkurencje | Konkurencje | Konkurencje |
| Rok  | Miejscowość | IN          | SP          | PU          | MS          | RL          | MR          | SR          |
| ---- | ----------- | ----------- | ----------- | ----------- | ----------- | ----------- | ----------- | ----------- |
| 2018 | Otepää      | 22.         | 2.          | 6.          | nd.         | 4.          | nd.         | nd.         |
| 2019 | Osrblie     | 35.         | 12.         | 4.          | nd.         | 3.          | nd.         | nd.         |
| 2020 | Lenzerheide | 23.         | 6.          | 12.         | nd.         | DSQ         | nd.         | nd.         |

### Puchar Świata

#### Miejsca w klasyfikacji generalnej
| Sezon     | Miejsce |
| --------- | ------- |
| 2019/2020 | 78.     |
| 2020/2021 | 73.     |
| 2021/2022 | 36.     |
| 2022/2023 | 12.     |
| 2023/2024 | 8.      |
| 2024/2025 | 6.      |

#### Miejsca na podium chronologicznie
| Lp. | Dzień       | Rok  | Miejscowość   | Konkurencja                | Lokata | Pudła   | Czas biegu | Strata  | Zwycięzca                  |
| --- | ----------- | ---- | ------------- | -------------------------- | ------ | ------- | ---------- | ------- | -------------------------- |
| 1.  | 9 marca     | 2023 | Östersund     | Bieg indywidualny na 20 km | 2.     | 0+1+0+0 | 48:43,4    | +1:09,1 | Benedikt Doll              |
| 2.  | 13 stycznia | 2024 | Ruhpolding    | Sprint na 10 km            | 2.     | 1+0     | 22:27,2    | +16,9   | Vetle Sjåstad Christiansen |
| 3.  | 15 marca    | 2024 | Canmore       | Sprint na 10 km            | 2.     | 0+1     | 24:39,7    | +1:02,7 | Johannes Thingnes Bø       |
| 4.  | 19 stycznia | 2025 | Ruhpolding    | Bieg masowy na 15 km       | 1.     | 0+0+0+0 | 36:21,8    | –       | –                          |
| 5.  | 24 stycznia | 2025 | Rasen-Antholz | Sprint na 10 km            | 3.     | 1+1     | 23:51,0    | +2,6    | Tarjei Bø                  |
| 6.  | 26 stycznia | 2025 | Rasen-Antholz | Bieg pościgowy na 12,5 km  | 3.     | 0+1+0+1 | 29:53,0    | +24,0   | Sturla Holm Lægreid        |
| 7.  | 6 marca     | 2025 | Nové Město    | Sprint na 10 km            | 2.     | 1+0     | 23:13,3    | +19,8   | Émilien Jacquelin          |
| 8.  | 8 marca     | 2025 | Nové Město    | Bieg pościgowy na 12,5 km  | 2.     | 1+1+0+0 | 32:22,1    | +26,4   | Sebastian Samuelsson       |